# ديوكسيران
ديوكسيران هو مركب عضوي حلقي غير متجانس مشبع له الصيغة الكيميائية CH2O2.
يتألف المركب بنيوياً من حلقة ثلاثية حاوية على ذرتي أكسجين. يمكن تصنيف المركب على أنه بيروكسيد عضوي، ويطلق على مشتقاته اسم ديوكسيرينات.

## التحضير
يمكن تحضير المركب من تفاعل الإيثيلين مع الأوزون عند درجات حرارة منخفضة جداً (-196 °س)، وذلك لمقاومة التفكك وخطر الانفجار.

## الخواص
يعد مركب ديوكسيران من المركبات غير المستقرة، ويعود ذلك إلى إجهاد الحلقة في البنية، فالمركب لم يعزل في الشروط القياسية. تشير الدراسات بتحليل أشعة الميكرويف إلى أن طول الروابط C-H و C-O و O-O في المركب هي 1.090 و 1.388 و 1.516 Å على الترتيب.
يؤدي وجود مستبدلات على الحلقة إلى تثبيت البنية.

## المشتقات
تستخدم مركبات الديوكسيرينات كعوامل مؤكسدة؛ وخاصة في تفاعل تحضير الإيبوكسيد وفق طريقة شي Shi epoxidation.
من المشتقات المعروفة للديوكسيرينات مركب ثنائي ميثيل الديوكسيران (DMDO) والمستخدم أيضاً في تحضير الإيبوكسيدات.

## اقرأ أيضاً
- أكسيران
- أكسيرين
- أكسيتان
- أكسيتين
- 2،1-ديوكسيتان
- 3،1-ديوكسيتان
- ديوكسولان
- أكسازيريدين